# Jimmy Vicaut
Jimmy Vicaut (Bondy, 27 febbraio 1992) è un velocista francese, campione europeo indoor dei 60 metri piani a Göteborg 2013.
È stato il primatista europeo dei 100 metri piani (insieme a Francis Obikwelu) dal 2015 al 2021 con il tempo di 9"86, poi battuto da Marcell Jacobs. Con la staffetta 4×100 metri ha vinto un titolo europeo a Barcellona 2010, un bronzo olimpico a Londra 2012 e un argento mondiale a Taegu 2011, nonché due argenti europei a Helsinki 2012 e Amsterdam 2016.

## Biografia
Ha vinto la medaglia di bronzo ai Campionati del mondo juniores a Moncton nel 2010 e subito dopo ha aiutato nella staffetta maschile 4x100 metri la nazionale francese a vincere la medaglia d'oro nei Campionati europei a Barcellona.
Ai campionati nazionali francesi ad Albi nel 2011 è arrivato secondo alle spalle di Christophe Lemaitre, facendo il suo record personale di 10,07 (quarto miglior tempo mai registrato da uno juniores europeo, dietro solo a Christophe Lemaitre con 10.04, Adam Gemili con 10.05 e Dwain Chambers con 10.06.) Quello stesso giorno Lemaitre ha stabilito il nuovo record nazionale francese con 9,92.
Ai campionati mondiali di Taegu 2011, Vicaut conclude la finale dei 100 metri al sesto posto con 10.27.
Nella stagione 2012 è arrivato a battere il connazionale Christophe Lemaitre nei 60 metri piani e agli Europei di Helsinki si è piazzato secondo nella finale dei 100 metri, dietro a Lemaitre.
Il 13 luglio 2013, ai campionati nazionali francesi a Parigi, Vicaut ha vinto i 100 m in 9,95: il suo record personale, scendendo quindi sotto i 10 secondi e agli europei indoor di Göteborg vince la medaglia d'oro nei 60 metri.
Ai Campionati del Mondo di Mosca 2013, Vicaut ha partecipato ai 100 metri, ai 200 metri e alla staffetta 4 x 100 metri, ma è stato eliminato nelle semifinali dei 100 e 200 metri, mentre la sua squadra di staffetta non riesce a superare il turno.
Durante la tappa di casa della Diamond League 2015, a Parigi, Vicaut stabilisce il nuovo record francese, con il tempo di 9"86. Con questo crono va anche ad eguagliare il record europeo del portoghese Francis Obikwelu, risalente al 2004 e che avrebbe resistito fino al 1º agosto 2021 quando è stato battuto due volte dall'italiano Marcell Jacobs, prima nella semifinale (9"84) e poi nella finale (9"80) dei Giochi olimpici di Tokyo 2020.

## Progressione

### 100 metri piani
| Stagione | Tempo | Luogo            | Data      | Rank. Mond. |
| -------- | ----- | ---------------- | --------- | ----------- |
| 2023     | 10"06 | Parigi           | 9-6-2022  |             |
| 2022     | 10"10 | Montreuil        | 2-6-2022  | 76º         |
| 2021     | 10"06 | La Roche-sur-Yon | 3-9-2021  | 46º         |
| 2019     | 10"02 | Saint-Étienne    | 26-7-2019 | 28º         |
| 2018     | 9"91  | Parigi           | 30-6-2018 | 5º          |
| 2017     | 9"97  | Digione          | 21-5-2017 | 8º          |
| 2016     | 9"86  | Montreuil        | 7-6-2016  | 4º          |
| 2015     | 9"86  | Parigi           | 4-7-2015  | 5º          |
| 2014     | 9"95  | Aix-les-Bains    | 18-5-2014 | 8º          |
| 2013     | 9"95  | Parigi           | 13-7-2013 | 8º          |
| 2012     | 10"02 | Losanna          | 23-8-2012 | 22º         |
| 2011     | 10"07 | Albi             | 29-7-2011 | 31º         |
| 2011     | 10"07 | Tallinn          | 22-7-2011 | 31º         |
| 2010     | 10"16 | Mannheim         | 3-7-2010  | 45º         |
| 2009     | 10"56 | Bressanone       | 9-7-2009  |             |

## Palmarès
| Anno | Manifestazione  | Sede           | Evento      | Risultato  | Prestazione | Note                                     |
| ---- | --------------- | -------------- | ----------- | ---------- | ----------- | ---------------------------------------- |
| 2010 | Mondiali U20    | Moncton        | 100 m piani | Bronzo     | 10"28       |                                          |
| 2010 | Mondiali U20    | Moncton        | 4×100 m     | Batteria   | 40"11       |                                          |
| 2010 | Europei         | Barcellona     | 4×100 m     | Oro        | 38"11       | Miglior prestazione personale stagionale |
| 2011 | Europei U20     | Tallinn        | 100 m piani | Oro        | 10"07       | Miglior prestazione personale            |
| 2011 | Europei U20     | Tallinn        | 4×100 m     | Oro        | 39"35       |                                          |
| 2011 | Mondiali        | Taegu          | 100 m piani | 6º         | 10"27       |                                          |
| 2011 | Mondiali        | Taegu          | 4×100 m     | Argento    | 38"20       | Miglior prestazione personale stagionale |
| 2012 | Europei         | Helsinki       | 100 m piani | Argento    | 10"12       | Miglior prestazione personale stagionale |
| 2012 | Europei         | Helsinki       | 4×100 m     | Bronzo     | 38"46       |                                          |
| 2012 | Giochi olimpici | Londra         | 100 m piani | Semifinale | 10"16       |                                          |
| 2012 | Giochi olimpici | Londra         | 4×100 m     | Bronzo     | 38"16       |                                          |
| 2013 | Europei indoor  | Göteborg       | 60 m piani  | Oro        | 6"48        | Miglior prestazione mondiale stagionale  |
| 2013 | Mondiali        | Mosca          | 100 m piani | Semifinale | 10"01       |                                          |
| 2013 | Mondiali        | Mosca          | 200 m piani | Semifinale | 20"51       |                                          |
| 2013 | Mondiali        | Mosca          | 4×100 m     | Batteria   | 38"97       |                                          |
| 2014 | World Relays    | Nassau         | 4×100 m     | Finale     | dns         |                                          |
| 2014 | Europei         | Zurigo         | 100 m piani | Semifinale | dns         |                                          |
| 2015 | Mondiali        | Pechino        | 100 m piani | 8º         | 10"00       |                                          |
| 2015 | Mondiali        | Pechino        | 4×100 m     | 5º         | 38"23       |                                          |
| 2016 | Europei         | Amsterdam      | 100 m piani | Bronzo     | 10"08       |                                          |
| 2016 | Europei         | Amsterdam      | 4×100 m     | Argento    | 38"38       | Miglior prestazione personale stagionale |
| 2016 | Giochi olimpici | Rio de Janeiro | 100 m piani | 7º         | 10"04       |                                          |
| 2016 | Giochi olimpici | Rio de Janeiro | 4×100 m     | Batteria   | 38"35       | Miglior prestazione personale stagionale |
| 2017 | World Relays    | Nassau         | 4×100 m     | 5º         | 39"83       |                                          |
| 2017 | Mondiali        | Londra         | 100 m piani | 6º         | 10"08       |                                          |
| 2017 | Mondiali        | Londra         | 4×100 m     | 5º         | 38"48       |                                          |
| 2018 | Europei         | Berlino        | 100 m piani | Finale     | dns         |                                          |
| 2019 | World Relays    | Yokohama       | 4×100 m     | 5º         | 38"31       | Miglior prestazione personale stagionale |
| 2019 | Mondiali        | Doha           | 100 m piani | Semifinale | 10"16       |                                          |
| 2019 | Mondiali        | Doha           | 4×100 m     | Finale     | dnf         |                                          |
| 2021 | Giochi olimpici | Tokyo          | 100 m piani | Semifinale | 10"11       |                                          |
| 2021 | Giochi olimpici | Tokyo          | 4×100 m     | Batteria   | 38"18       |                                          |
| 2022 | Mondiali        | Eugene         | 4×100 m     | Finale     | dq          |                                          |
| 2022 | Europei         | Monaco         | 100 m piani | Semifinale | 10"18       |                                          |
| 2022 | Europei         | Monaco         | 4×100 m     | Argento    | 37"94       | Miglior prestazione personale stagionale |
| 2023 | Giochi europei  | Chorzów        | 4×100 m     | Bronzo     | 38"51       | [ 1 ]                                    |

## Campionati nazionali
2012
- Bronzo ai campionati francesi, 200 m piani - 20"58
- Argento ai campionati francesi, 100 m piani - 10"05

2013
- Oro ai campionati francesi, 100 m piani - 9"95
- Oro ai campionati francesi indoor, 60 m piani - 6"53

2016
- Oro ai campionati francesi, 200 m piani - 20"62
- Oro ai campionati francesi, 100 m piani - 9"88

2019
- Oro ai campionati francesi, 100 m piani - 10"02

2022
- Bronzo ai campionati francesi, 100 m piani - 10"24
- Oro ai campionati francesi indoor, 60 m piani - 6"65

## Altre competizioni internazionali
2012
- Bronzo all'ISTAF Berlin ( Berlino), 100 m piani - 10"12

2013
- Bronzo al Golden Gala ( Roma), 100 m piani - 10"02
- Argento ai London Anniversary Games ( Londra), staffetta 4x100 m - 38"45

2014
- Bronzo al Prefontaine Classic ( Eugene), 100 m piani - 9"89
- Argento ai Bislett Games ( Oslo), 100 m piani - 10"04

2015
- Argento al Meeting de Paris ( Parigi), 100 m piani - 9"86
- Argento al Golden Gala ( Roma), 100 m piani - 9"98
- Bronzo all'Herculis ( Monaco), 100 m piani - 10"03

2016
- Oro ai London Anniversary Games ( Londra), 100 m piani - 9"96
- Bronzo al Golden Gala ( Roma), 100 m piani - 9"99
- Bronzo al Golden Gala ( Roma), staffetta 4x100 m - 38"87

2017
- Oro al DécaNation ( Angers), 100 m piani - 10"05
- Argento al Golden Gala ( Roma), 100 m piani - 10"05

2018
- Argento al Meeting de Paris ( Parigi), 100 m piani - 9"91
- Argento al Golden Gala ( Roma), 100 m piani - 10"02

2022
- Bronzo al Bauhaus-Galan ( Stoccolma), 100 m piani - 10"19
- Bronzo al Meeting de Paris ( Parigi), 100 m piani - 10"34

2023
- Bronzo ai Campionati europei a squadre di atletica leggera ( Chorzów), staffetta 4x100 m - 38"51
- Oro al Meeting de Paris ( Parigi), staffetta 4x100 m - 38"22